# Bašići
Bašići är en ort i Bosnien och Hercegovina.   Den ligger i entiteten Federationen Bosnien och Hercegovina, i den centrala delen av landet, 50 kilometer norr om huvudstaden Sarajevo. Bašići ligger 730 meter över havet och antalet invånare är 125.
Terrängen runt Bašići är kuperad. Runt Bašići är det ganska tätbefolkat, med 93 invånare per kvadratkilometer.. Närmaste större samhälle är Zenica, 16,9 kilometer väster om Bašići.
Omgivningarna runt Bašići är en mosaik av jordbruksmark och naturlig växtlighet.